# Mesosetum pittieri
Mesosetum pittieri är en gräsart som beskrevs av Albert Spear Hitchcock. Mesosetum pittieri ingår i släktet Mesosetum och familjen gräs. Inga underarter finns listade i Catalogue of Life.